# Orion Pictures
Pour les articles homonymes, voir Orion.
Orion Pictures est une société de production de cinéma américaine, créée en 1978 sous la forme d'une coentreprise entre Warner Bros. et cinq anciens cadres dirigeants de United Artists. En 1982, Orion fusionne avec Filmways et devient un distributeur indépendant sous le nom de Orion Pictures Corporation.
Parmi les premiers films produits par Orion, on peut citer C'était demain, Le Golf en folie et I Love You, je t'aime. Dans les années 1980, la société produit des films à grand spectacle comme Terminator, RoboCop et ses deux suites, mais aussi des films de Woody Allen, Amadeus de Miloš Forman, Platoon d'Oliver Stone, Danse avec les loups de Kevin Costner ou encore Le Silence des agneaux de Jonathan Demme. En 1986, le milliardaire John Kluge investit dans la société. Il en devient l'actionnaire principal, via sa société Metromedia, en 1988.
Au début des années 1990, Orion rencontre de graves difficultés financières et se met sous la protection de la loi sur les banqueroutes. Orion arrive à sortir de la banqueroute en 1996. En 1998, Metromedia revend Orion, ainsi que la Samuel Goldwyn Company et la Motion Picture Corporation of America, à Metro-Goldwyn-Mayer. Suite au rachat de la MGM par Amazon en 2022, Orion fait désormais partie d'Amazon MGM Studios. Le catalogue de la période 1978-1982 d'Orion est cependant toujours détenu par Warner Bros..

## Historique

### Les premières années
Orion Pictures est créée en février 1978 par Arthur B. Krim, Eric Pleskow (en) et Robert Benjamin (en). Ils sont tous les trois d'anciens exécutifs de Transamerica, qui possédait alors le studio United Artists. Arthur B. Krim et Robert Benjamin dirigeaient United Artists depuis 1951 et avaient réussi à redresser le studio, alors en difficulté. Après le rachat d'UA par Transamerica en 1967, un désaccord s'était creusé entre Krim et le président de Transamerica, John R. Beckett, concernant les opérations du studio. Arthur Krim avait suggéré de scinder UA en une société distincte, ce que Beckett avait rejeté.
Krim, Benjamin et Pleskow quittent United Artists le 13 janvier 1978 et seront suivis par les départs des vice-présidents principaux, William Bernstein et Mike Medavoy, trois jours plus tard. La semaine suivant ces démissions, selon le site Reference for Business, 63 personnalités importantes d'Hollywood publient une annonce dans un journal professionnel avertissant Transamerica qu'elle avait commis une erreur fatale en laissant partir les cinq hommes. Cette « erreur fatale » se concrétisera après le désastre financier du film La Porte du paradis de Michael Cimino sorti en 1980. L'échec du long métrage poussera Transamerica à vendre UA à Metro-Goldwyn-Mayer (MGM).
En 1980, les cinq anciens d'UA signent un accord avec Warner Bros.. Ils fondent alors Orion Pictures Company, en référence à la constellation d'Orion qui, selon eux, possède cinq étoiles principales (elle en compte en réalité sept ou huit). Cette nouvelle société a alors pour seul objectif de financer des projets, laissant aux cinéastes une totale autonomie créative, concept déjà été mis en œuvre avec succès chez United Artists. Orion dispose alors d'une ligne de crédit de 100 millions de dollars et ses films seront distribués par la Warner. Cependant, Orion bénéfice contractuellement d'une liberté totale en matière de distribution et de publicité, ainsi que du nombre et du type de films dans lesquels les dirigeants choisiraient d'investir.,..
Dès mars 1978, Orion signe ses premiers contrats, notamment un two-picture deal avec la société de production de John Travolta, ou avec d'autres célébrités comme Barbra Streisand, James Caan, Jane Fonda, Peter Sellers, Jon Voight, Burt Reynolds, Francis Ford Coppola, Blake Edwards, John Milius, Peter Frampton ou encore Ray Stark. Orion signe un contrat avec EMI Films. Au cours de sa première année, Orion lance une quinzaine de films en production et  est en négociations avec une douzaine d'autres acteurs, réalisateurs et producteurs.
Le premier film d'Orion, I Love You, je t'aime de George Roy Hill, sort en avril 1979. En octobre 1979, sort le film Elle de Blake Edwards, qui deviendra un succès commercial. Robert Benjamin décède peu après la sortie du film, le 22 octobre 1979.
En 1980, Orion enchaine les films dont certains connaissent le succès commercial comme Le Golf en folie (1980) et Arthur (1981). Certains films sont des succès critique mais qui ne performent pas au box-office : The Great Santini (1979) et Le Prince de New York (1981) de Sidney Lumet. Par ailleurs, Orion produit les films de jeunes cinéastes comme Philip Kaufman (Les Seigneurs) et Nicholas Meyer (C'était demain). Orion assure par ailleurs la distribution de films étrangers comme le film britannique Monty Python : La Vie de Brian (1979). Parmi les 23 films sortis par Orion entre avril 1979 et décembre 1981, seulement un tiers d'entre eux sont rentables. Ainsi, les dirigeants d'Orion sont en conflit concernant le financement des films à gros budget. La société abandonne ainsi sa participation au projet Les Aventuriers de l'arche perdue de Steven Spielberg.

### Rupture avec Warner Bros. et échecs financiers
Début 1982, Orion rompt ses liens de distribution avec Warner Bros. Dans le cadre de cet accord, les droits des films d'Orion réalisés jusque-là sont vendus à Warner Bros. Orion cherche alors à se doter de son propre réseau de distribution en acquérant une autre société disposant de telles capacités. Les quatre partenaires se sont intéressés à Allied Artists et Embassy Pictures avant de choisir Filmways. Orion a ensuite rachète finalement Filmways et réorganisé l'entreprise en difficulté. De nouveaux employés sont embauchés et tous les actifs non liés au divertissement de Filmways (Grosset & Dunlap et Broadcast Electronics (en)) ont été vendus,. Orion devient un distributeur indépendant sous le nom de Orion Pictures Corporation.
Orion commence alors à se diversifier et se lance dans la production télévisuelle. Son plus grand succès télévisuel est Cagney et Lacey, série télévisée diffusée pendant sept saisons sur CBS. En 1983, Orion Pictures crée par ailleurs sa division art et essai, Orion Classics, avec des dirigeants qui avaient auparavant dirigé United Artists Classics,.
En avril 1984, Orion Pictures lance Orion Entertainment Group, un groupe réunissant Orion Television, Orion Home Video, Orion Pay Television et Orion Television Syndication, avec Jamie Kellner (en) comme président. Cette même année, Orion connait d'importants échecs comme Cotton Club de Francis Ford Coppola, sorti fin 1984. Orion venait cependant de distribuer Amadeus de Miloš Forman, qui reçoit de nombreuses distinctions : huit Oscars (dont l'Oscar du meilleur film), quatre British Academy Film Awards ou encore quatre Golden Globes. Toujours en 1983, Orion distribue par ailleurs le film Terminator de James Cameron, mais ne participera pas au reste de la franchise.
L'année 1985 est très difficile pour Orion qui enchaîne les échec, à l'exception de deux d'entre eux : Sale temps pour un flic d'Andrew Davis et Recherche Susan désespérément de Susan Seidelman.
En janvier 1986, Mario Kassar et Andrew Vajna, producteurs notamment de Rambo (1982, distribué par Orion) tentent d'acheter pour 55 millions de dollars d'actions du studio par l'intermédiaire de leur société, Anabasis. S'ils avaient réussi, ils auraient contrôlé le conseil d'administration et licencié tous les dirigeants, à l'exception d'Arthur B. Krim. Alors que Warburg Pincus limite alors sa participation de 20 % dans Orion à 5 %, le reste des actions est acquis par Viacom International. Viacom espérait alors utiliser les produits d'Orion pour sa chaîne de télévision payante Showtime. Orion s'étend à la distribution sur le marché de la vidéo avec la création d'Orion Home Entertainment Corporation en 1985. Plusieurs films seront diffusés sous la bannière Orion Home Video en 1987.

### Rachat par Metromedia
Le 22 mai 1986, Metromedia, société de télévision et de communication contrôlée par John Kluge (un ami d'Arthur Krim), achète une participation de 6,5 % dans Orion. Metromedia venait de céder son groupe de chaînes de télévision à la News Corporation de Rupert Murdoch. Orion renoue avec le succès en distribuant la comédie À fond la fac (1986) d'Alan Metter. L'année suivante, Orion distribue et/ou produit plusieurs succès critiques et commerciaux comme Platoon d'Oliver Stone (Oscar du meilleur film), Hannah et ses sœurs de Woody Allen et Le Grand Défi de David Anspaugh. L'année 1987 est également plutôt positive pour Orion avec RoboCop et Sens unique. À cette époque, la division télévision d'Orion s'est par ailleurs développée sur le marché lucratif des jeux télévisés, sous le nom de Century Towers Productions, en référence à l'adresse des locaux d'Orion. Elle produisait des reprises de formats hérités de la société Heatter-Quigley Productions (en), qui appartenait à Filmways depuis la fin des années 1960. Des jeux comme Hollywood Squares et High Rollers (en) sont ainsi produits. Cette même année, Len White, ancien dirigeant de CBS/Fox Video, devient président-directeur général d'Orion Home Video.
En 1987, John Kluge doit faire face à l'arrivée de Sumner Redstone, qui acquiert 6,42% des actions d'Orion. Via son entreprise National Amusements (en) acquiert Viacom. Cela lui permet d'avoir 21%, puis 26% d'Orion. Après cela, John Kluge réplique et commence à acheter davantage d'actions Orion, déclenchant une bataille avec Sumner Redstone pour le contrôle de la société,. Le premier « remporte » la bataille en 20 mai 1988, lorsque Metromedia prend le contrôle d'environ 67 % d'Orion.
En 1989, Orion connait une nouvelle série d'échecs, dont Great Balls of Fire!, She-Devil, la diable et Cannonball 3. La même année, Orion signe un partenariat avec Nelson Entertainment,.
En février 1990, Orion signe un contrat avec Columbia Pictures Entertainment. Le studio, bien plus important, s'engage à verser 175 millions de dollars à Orion pour distribuer ses films et émissions de télévision à l'étranger. Orion avait auparavant concédé ses films sous licence à des distributeurs individuels, territoire par territoire. Peu après, Mike Medavoy quitte Orion pour diriger Tri-Star Pictures.
Les résultats au box-office des films Orion de 1990 sont à nouveau décevants, comme Les Anges de la nuit et Hot Spot. Le seul point positif est la distribution du western Danse avec les loups de Kevin Costner, qui remporte sept Oscars, dont celui du meilleur film, et est un immense succès commercial mondian,. Malgré ce succès, suivi de celui du Silence des agneaux, la société connait d'importants problèmes financiers.

### 1991–1996: la faillite et Metromedia International Group
John Kluge tente initialement de vendre Orion à l'homme d'affaires Marvin H. Davis, ancien propriétaire de 20th Century Fox. Sony, qui avait récemment acheté Columbia Pictures en 1989, est également intéressée.
Après l'échec de ces négociations échouèrent, John Kluge prend des mesures drastiques : Orion arrête la production la plupart des projets en cours sont vendus à d'autres studios (dont La Famille Addams à Paramount). Les déboires financiers d'Orion font parfois mêle la risée d'Hollywood notamment lorsque Billy Crystal y fait référence dans son monologue d'ouverture lors de la 63e cérémonie des Oscars : « Le Mystère von Bülow parle d'une femme dans le coma, L'Éveil parle d'un homme dans le coma ; et Danse avec les loups a été distribué par Orion, un studio dans le coma. »
Le 11 décembre 1991, Orion est placée sous le Chapitre 11 de la loi sur les faillites. Des projets de reprise d'Orion sont évoqués avec New Line Cinema (qui propose alors d'acheter 45% des actions et de payer 60 millions de dollars aux détenteurs d'obligations). Republic Pictures ou encore Savoy Pictures sont également des pistes, mais rien ne se concrétisera,,.
Lors des Oscars 1992, Billy Crystal fait une nouvelle allusion à Orion : « Prenons un grand studio comme Orion : il y a quelques années, ils ont sorti Platoon, qui a remporté le prix du meilleur film. Amadeus, celui du meilleur film. L’année dernière, ils ont sorti Danse avec les loups, qui a remporté le prix du meilleur film. Cette année, Le Silence des agneaux est nommé pour le prix du meilleur film. Et ils ne peuvent pas se permettre un autre succès ! Mais il y a une bonne et une mauvaise nouvelle. La bonne nouvelle, c’est qu'Orion vient d’être racheté, et la mauvaise, c’est qu’il a été racheté par la Chambre des représentants » En novembre 1992, Orion sort de la faillite. Un plan de réorganisation permet de continuer à produire et à diffuser des films, mais le financement des longs métrages doit être assuré par des sources extérieures, le studio rachète ensuite les droits de distribution une fois les films terminés,. Ces problèmes repoussent ainsi la sortie de nombreux projets du studio : Love Field (1992), RoboCop 3 (1993), La Part des ténèbres (1993), Blue Sky (1994). En août 1994, Orion Home Video signe malgré tout un partenariat avec Streamline Pictures, éditeur américain spécialiste de la distribution d' œuvres d'animation japonaise au cinéma et en VHS.
En 1996, Metromedia acquiert la société de production Motion Picture Corporation of America (en), dont les fondateurs Brad Krevoy et Steve Stabler, deviennent coprésidents d'Orion. Au cours des années suivantes, Orion produit très peu de films et n'officie qu'à la distribution de films d'autres producteurs, dont LIVE Entertainment. Orion continue cependant ses activités via sa filiale Orion Classics (en), qui continue d'acquérir des films d'art et d'essai populaires, comme Boxing Helena (1993). Mais Metromedia finira par fusionner la filiale avec Samuel Goldwyn Entertainment en 1996.

### 1997–1999: acquisition par la MGM et disparition
En juillet 1997, les actionnaires de Metromedia approuvent la vente d'Orion Pictures (ainsi que de Samuel Goldwyn Entertainment et de Motion Picture Corporation of America) à Metro-Goldwyn-Mayer (MGM). Cette vente entraîne le départ de 85 employés, dont Brad Krevoy et Steve Stabler, tandis que 111 autres employés doivent être licenciés dans les neuf mois. Orion Pictures apporte à la MGM un catalogue de deux mille films, dix films terminés et cinq longs métrages en projets,.
MGM conserve Orion Pictures en tant que société, principalement pour éviter son accord de distribution de vidéos avec Warner Home Video. MGM commence à distribuer les films d'Orion Pictures sous le label Orion Home Video. MGM avait par ailleurs acquis les deux tiers du catalogue de PolyGram Filmed Entertainment d'avant 1996. Celui est acheté par sa filiale Orion Pictures afin d'éviter son accord de distribution de VHS de 1990 avec Warner Home Video. En mars 1999, MGM a racheté son contrat de distribution avec Warner Home Video pour 225 millions de dollars, mettant ainsi fin au problème de distribution.
One Man's Hero, sorti en septembre 1999, est le dernier film estampillé Orion Pictures.

### 2013: la relance

Orion logo used from its revival in 2013 to July 19, 2022.

En 2013, Orion revient à la production télévisuelle avec une nouvelle émission télévisée en syndication, Lauren Lake's Paternity Court.
Orion Pictures revient ensuite officiellement au cinéma en 2014, en distribuant le film d'horreur The Town That Dreaded Sundown. En septembre 2015, Entertainment One relance la bannière Momentum Pictures (en) en annonçant un accord avec Orion Pictures pour acquérir et distribuer des films aux États-Unis, au Canada et sur certains marchés étrangers, comme le Royaume-Uni. Les premiers films issus de cet accord étaient The Wannabe (en), Fort Tilden et Balls Out (2014). Orion Pictures et Momentum Pictures distribuent d'autres films comme Diablo (2015) et Pocket Listing (2016),,.
En septembre 2017, MGM relance officiellement la « marque » Orion Pictures en tant que filiale indépendante. John Hegeman, ancien de Blumhouse Productions qui avait fait ses débuts chez Orion dans les années 1980, devient président du label élargi sous les ordres de Jonathan Glickman, président du groupe cinéma de la MGM. Il est alors annoncé qu'Orion produira, commercialisera et distribuera environ quatre à six films à budget modeste par an. Sa première sortie est le drame romantique Every Day (2018),,,.
En mai 2018, il est annoncé qu'Orion Classics (en) va être relancée en tant que label de distribution multiplateforme, avec 8 à 10 films sortis par an. Le 5 février 2019, MGM et Annapurna Pictures ont étendu leur coentreprise, Mirror, la rebaptisant United Artists Releasing. Il est annonce qu'à partir d'avril 2019, les prochains films d'Orion Pictures seront distribués sous la bannière UAR. Child's Play : La Poupée du mal (2019) est le film sorti sous ce nouveau deal.
En août 2020, il a été annoncé qu'Orion va à nouveau être relancée, en se concentrant sur les films réalisés par des cinéastes sous-représentés (y compris les personnes de couleur, les femmes, la communauté LGBT et les personnes handicapées) dans le cadre des efforts visant à accroître l'inclusion dans l'industrie cinématographique. Alana Mayo est alors engagée comme présidente,. Le premier film de celle nouvelle mouture est Rien n'est impossible (Anything's Possible) de Billy Porter, diffusé sur Prime Video en juillet 2022.
En mai 2021, Amazon commence à négocier pour racheter la MGM pour 9 milliards, dont le catalogue de films d'Orion,. Le 26 mai 2021, le rachat est confirmé pour 8,45 milliards de dollars. La fusion est finalisée le 17 mars 2022.
En mars 2023, Amazon ferme United Artists Releasing et intègre ses opérations à la MGM, faisant de MGM le nouveau distributeur national d'Orion, et de Warner Bros. Pictures le nouveau distributeur international du studio. En mai 2023, Amazon Studios devient Amazon MGM Studios. Orion distribue notamment Fiction à l'américaine en 2023, qui remporte le People's Choice Awards du Festival de Toronto ou encore l'Oscar du meilleur scénario adapté.

## Logos
Le logo diffusé au début des films est une animation de la constellation d'Orion. Il sera modernisé en 2022 suite au rachat de la MGM par Amazon.

Historique des logos d'Orion Pictures
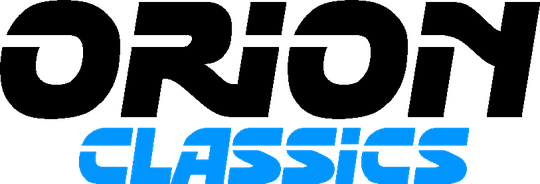
Logo de l'ancienne filiale Orion Classic
Logo de 2013 à 2022
Logo depuis 2022

## Filmographie non exhaustive
Sauf indication contraire, les informations mentionnées dans cette section peuvent être confirmées par les bases de données cinématographiques IMDb et Allociné,  présentes dans la section « Liens externes ».

### Années 1970
- 1979 : I Love You, je t'aime (A Little Romance) de George Roy Hill
- 1979 : Violences sur la ville (Over the Edge) de Jonathan Kaplan
- 1979 : Les Seigneurs (The Wanderers) de Philip Kaufman
- 1979 : Monty Python : La Vie de Brian (Monty Python's Life of Brian) de Terry Jones (distribution uniquement)
- 1979 : C'était demain (Time After Time) de Nicholas Meyer
- 1979 : Elle (10) de Blake Edwards
- 1979 : The Great Santini de Lewis John Carlino
- 1979 : Promises in the Dark de Jerome Hellman

### Années 1980
- 1980 : Simon de Marshall Brickman
- 1980 : Les Premiers Beatniks (Heart Beat) de John Byrum
- 1980 : Le Golf en folie (Caddyshack) de Harold Ramis
- 1980 : Le Complot diabolique du docteur Fu Manchu (The Fiendish Plot of Dr. Fu Manchu) de Piers Haggard, Peter Sellers et Richard Quine
- 1981 : Sphinx de Franklin Schaffner
- 1981 : Excalibur de John Boorman
- 1981 : La Main du cauchemar (The Hand) d'Oliver Stone
- 1981 : Arthur de Steve Gordon
- 1981 : Wolfen de Michael Wadleigh
- 1981 : Under the Rainbow de Steve Rash
- 1981 : Le Prince de New York (Prince of the City) de Sidney Lumet
- 1981 : Une femme d'affaires (Rollover) d'Alan J. Pakula
- 1981 : L'Anti-gang (Sharkey's Machine) de Burt Reynolds
- 1982 : Amityville 2 : Le Possédé (Amityville II: The Possession) de Damiano Damiani
- 1982 : Comédie érotique d'une nuit d'été (A Midsummer Night's Sex Comedy) de Woody Allen
- 1983 : Œil pour œil (Lone Wolf McQuade) de Steve Carver
- 1984 : Amadeus (Amadeus) de Miloš Forman
- 1984 : La Femme en rouge (The Woman in Red) de Gene Wilder
- 1985 : Le Retour des morts-vivants (The Return of the Living Dead) de Dan O'Bannon
- 1986 : Platoon (Platoon) de Oliver Stone
- 1987 : RoboCop (RoboCop) de Paul Verhoeven
- 1988 : Mississippi Burning d(Alan Parker
- 1988 : Bull Durham (Bull Durham) de Ron Shelton
- 1989 : Crimes et délits (Crimes and Misdemeanors) de Woody Allen

### Années 1990
- 1990 : RoboCop 2 d'Irvin Kershner
- 1990 : Danse avec les loups (Dances with Wolves) de Kevin Costner
- 1991 : Le Silence des agneaux (The Silence of the Lambs) de Jonathan Demme

### Années 2010
- 2013 : Grace Unplugged de Brad J. Silverman
- 2014 : The Town That Dreaded Sundown (The Town That Dreaded Sundown) de Alfonso Gomez-Rejon
- 2017 : I Wish : Faites un vœu (Wish Upon) de John R. Leonetti
- 2018 : Anna and the Apocalypse de John McPhail
- 2019 : The Prodigy de Nicholas McCarthy
- 2019 : Child's Play : La Poupée du mal (Child’s Play) de Lars Klevberg

### Années 2020
- 2020 : Gretel et Hansel (Gretel & Hansel) d'Oz Perkins
- 2020 : Bill et Ted sauvent l'univers (Bill & Ted Face the Music) de Dean Parisot
- 2021 : Bad Trip de Kitao Sakurai
- 2022 : Emmett Till (Till) de Chinonye Chukwu
- 2022 : Women Talking de Sarah Polley
- 2023 : Bottoms d'Emma Seligman
- 2023 : Fiction à l'américaine (American Fiction) de Cord Jefferson
- 2024 : Nickel Boys de RaMell Ross
- 2025 : Hedda de Nia DaCosta